# Rubén Limardo
Rubén Dario Limardo Gascón (Ciudad Bolívar, 3 agosto 1985) è uno schermidore venezuelano, specializzato nella spada, campione olimpico a Londra 2012 e medaglia d'argento ai mondiali 2013 e in quelli del 2018 nella spada individuale.

## Biografia
È fratello di Francisco Limardo e Jesús Limardo, entrambi schermidori.
Campione mondiale juniores nel 2004-2005 vinse la prima medaglia con la squadra di spada ai Giochi panamericani del 2003, mentre nel 2007 a Rio de Janeiro oltre a ripetere il risultato con la sua squadra vince la medaglia d'oro nella prova individuale. Nel 2008 alle Olimpiadi di Pechino entra nel tabellone principale della spada individuale, venendo eliminato nei sedicesimi dall'ucraino Dmytro Čumak per 15-13, fermandosi ai quarti con la squadra Venezuelana, battuta dalla Francia.
Alle Olimpiadi di Londra del 2012 vince la medaglia d'oro nella spada individuale, primo schermidore latinoamericano nel riuscire nell'impresa dopo oltre un secolo, dai tempi di Ramón Fonst, oro alle olimpiadi del 1904. Sempre nella spada vince l'argento ai mondiali di Budapest del 2013, e nel 2015 vince altre due medaglie doro ai XVII Giochi panamericani di Toronto, nella prova individuale e con la squadra.
Ai Giochi panamericani di Lima 2019 ha vinto la medaglia d'oro nella spada individuale, battendo in finale il fratello Jesús Limardo. Per la prima volta nella storia dei giochi panamericani due fratelli si sono scontrati in una finale. Si è quindi qualificato per i Giochi olimpici di Tokyo 2020.
Nel 2020, a causa dell'assenza di sponsor e della diminuzione dei finanziamenti erogati in suo favore dalla Federazione, conseguenti alla crisi economica venezuelana, aggravata dall'insorgere della pandemia da COVID-19, per mantenere se stesso e la sua famiglia, ha iniziato a lavorare come rider per la società Uber Eats a Łódź in Polonia. La cosa ha determinato scalpore negli ambienti sportivi.

## Palmarès
In carriera ha conseguito i seguenti risultati:
- Giochi olimpici:

Londra 2012: oro nella spada individuale.
- Mondiali

Budapest 2013: argento nella spada individuale.
Wuxi 2018: argento nella spada individuale.
Milano 2023: bronzo nella spada a squadre.
- Giochi Panamericani:

Santo Domingo 2003: argento nella spada a squadre.
Rio de Janeiro 2007: oro nella spada individuale ed argento a squadre.
Guadalajara 2011: argento nella spada individuale ed a squadre.
Toronto 2015: oro nella spada individuale ed a squadre.
Lima 2019: oro nella spada individuale